# Somatomediner
Somatomediner A och C är insulinliknande tillväxtfaktorer, numera benämnda IGF-2 respektive IGF-1. De är polypeptider med egenskaper som tillväxtfaktorer och tillverkas i många vävnader som respons på somatotropin (tillväxthormon). Av det IGF-1 som cirkulerar i blodet kommer det mesta från levern. Deras verkan på celler påminner om somatotropinets och de stimulerar syntesen av bland annat kollagen, RNA och DNA.

## Olika former
- Somatomedin A (IGF-2), huvudsakligen verksam under fostertillväxten med samma verkan som Somatomedin C.[2]

(* Somatomedin B, härrör från vitronektin, har okänd funktion. Den är inte besläktad med IGF-1 och IGF-2.)
- Somatomedin C (IGF-1), huvudsakligen verksam efter födelsen och har högst nivåer under puberteten, med tillväxtstimulerande och mitogen verkan.[4]

Insulinliknande tillväxtfaktorbindande protein binder IGF till sina målceller, varav sex varianter påträffats.

## Studier av IGF
En svensk forskningsstudie har indikerat att IGF-1 påverkar tillfrisknandet vid stroke. Halterna av IGF-1 ökar vid fysisk träning och vid god hälsa. Nivåerna av och aktiviteten på IGF korrelerar med tyreoideahormonerna. IGF-nivåerna sjunker av hypotyreos och ökar av giftstruma, nivåer som normaliseras efter behandling. Aktiviteten på sköldkörteln påverkar också mängden insulinliknande tillväxtfaktorbindande protein.
En brittisk undersökning visar på att höga nivåer av IGF-1 främjar förekomsten av vissa sorter av cancer, såsom tjocktarmscancer, prostatacancer och premenopausala bröstcancer. Detta genom att öka cellens omsättning och mottaglighet till cancerceller och då den förhindrar cellens programmerade celldöd(apoptos). IGF-1 binder naturligt till ett protein kallat IGFBP-3 (insulin bindande protein 3). Studier har visat att högre nivåer av IGFBP-3 minskar risken för cancer och används i vissa kemoterapeutiska läkemedel.